# Rue Cernuschi
La rue Cernuschi est une voie du 17e arrondissement de Paris, en France.

## Situation et accès

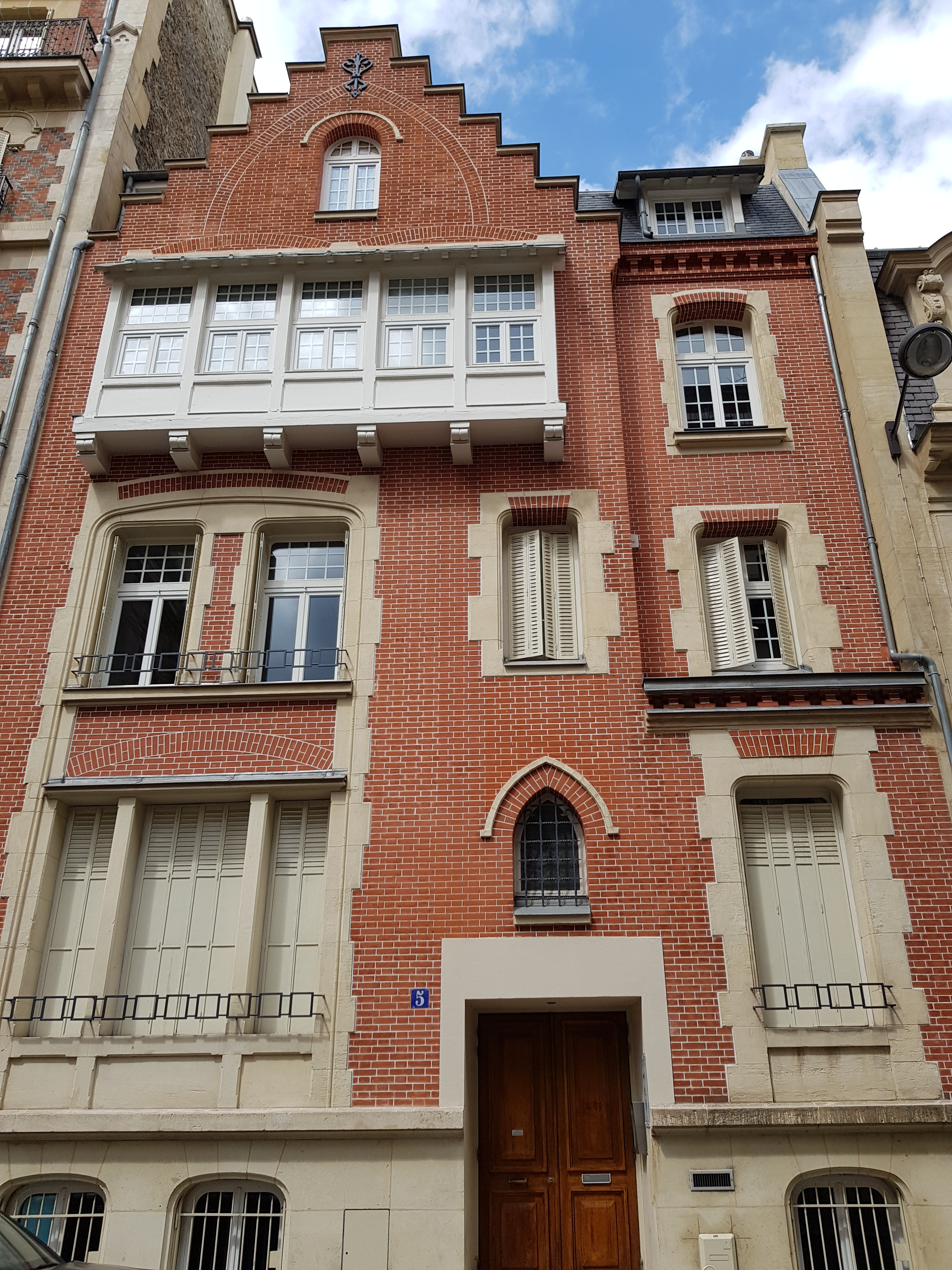
No 5.

La rue Cernuschi est une voie publique située dans le 17e arrondissement de Paris. Elle débute au 148, boulevard Malesherbes et se termine au 79, rue de Tocqueville.
Le quartier est desservi par la ligne 3 à la station Wagram.

## Origine du nom

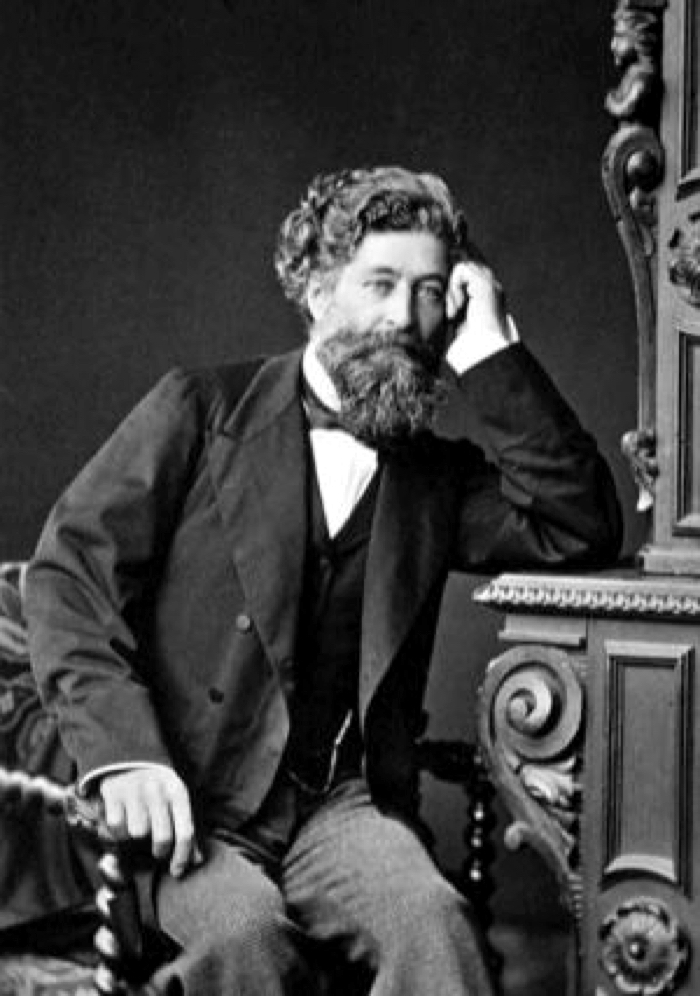
Henri Cernuschi.

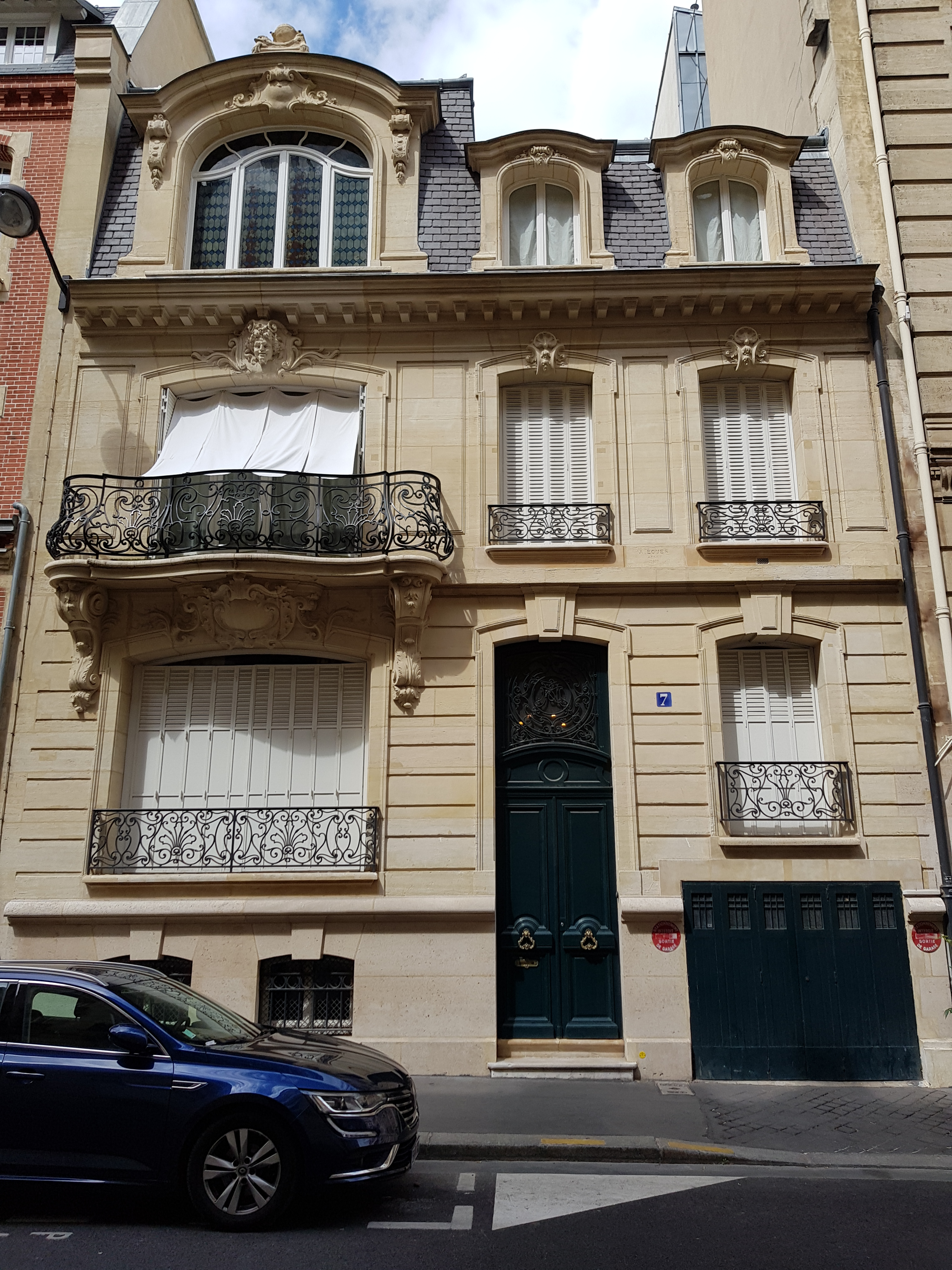
No 7.

Cette voie porte le nom d'Henri Cernuschi (1821-1896), économiste et collectionneur. La rue est proche du musée Cernuschi (7, avenue Vélasquez), légué à la Ville de Paris.

## Historique
Cette voie a été ouverte en 1896 et a pris sa dénomination par arrêté du 10 juin 1897. 

## Bâtiments remarquables et lieux de mémoire
- No 20 : hôtel particulier réalisé par l’architecte Alexandre Chabert en 1899[1].
- Le chanteur Michel Fugain a habité dans sa jeunesse rue Cernuschi[2].